# Sòl·lion
Sòl·lion (en llatí Sollium, en grec antic Σόλλιον) era una ciutat de la costa d'Acarnània segurament prop de Paleros entre Leucas i Alízia.
Sòl·lion era una colònia coríntia i va ser ocupada pels atenencs al començar la guerra del Peloponès l'any 431 aC que la va cedir juntament amb el seu territori a Paleros. El general Demòstenes hi va desembarcar quan va decidir envair Etòlia l'any 426 aC, segons diu Tucídides.